# محمد الهلالي
محمد الهلالي هو كاتب ومترجم مغربي، قام بترجمة العديد من الكتب لدار توبقال للنشر ومنها :، التفكير في تنوع العالم, وايضا ترجمة نصوص فلسفية, وترجمة كتاب ثقافة أوروبا وبربريتها للمؤلف إدغار موران، ارتبط اسمه بتجربة مجلة «اختلاف» اليسارية فكريا والتي كانت منفتحة على العلوم الاجتماعية والفلسفة والفكر النقدي عموما، ولقد صدر العدد الأول من مجلة اختلاف سنة 1991 (يونيو) وصدر العدد الأخير وهو العددالثامن سنة 1994.
وبعد توقف مجلة «اختلاف» أشرف على إصدار مجلة سياسية هي «الحرية». وصدر العدد الأول سنة 1995 (نونبر) وصدر العدد الثاني والأخير سنة 1996 (يناير).أشرف على «منشرات اختلاف» حيث صدر 21 كتابا عن هذه المنشورات. ولقد صدر لمحمد الهلالي أول ديوان شعري تحت عنوان: «أناشيد للحرية والوطن» وهو لا زال يتابع دراسته الجامعية في شعبة الفلسفة بفاس، حيث كان من طلبة «حسن حنفي». كما حضر محاضرات محمود إسماعيل، كما أصدر ديوانه الثاني تحت عنوان «اشتهاء القرب والبعد والتيه» سنة 2007، وأصدر رواية تحت عنوان «الرفيق أبو خمرة والشيخ أبو نهدة» وهي رواية سياسية تتناول نقديا تجربة اليسار الجذرية والتطرف الديني،أشرف على إصدار كتابين ضمن سلسلة "منشورات الحرية"، وهما: الإسلام السياس، نشاته ومكوناته وآفاقه" (ترجمة لمؤلف لأوليفيي روا)، و"من هم الطلبة اليساريون، من هم القاعديون" (وثائق اليسار الطلابي المغربي).
يمارس محمد الهلالي حاليا تدريس الفلسفة والترجمة من اللغة الفرنسية للغة العربية، ومعظم الكتب المترجمة صدرت له عن «دار توبقال للنشر» كما تعاون منذ 2005 مع ترانسبرانسي المغرب (الجمعية المغربية لمحاربة الرشوة) في مجال ترجمة الوثائق المتعلقة بهذه المنظمة غير الحكومية.
وله موقع فرعي في الموقع العام.

## مؤلفون
وشارك في هيئة تحرير مجلة «نوافذ» ومجلة «كراس للإبداع والفن المغاير» ومجلة «الأزمنة الحديثة»، كما كتب في العديد من المجلات والجرائد. أما مؤلفاته إضافة إلى ما سبق فهي على الشكل التالي:
- 2018: مدير نشر وتحرير مجلة الحرية.
- 2018: حقوق الإنسان من منظور نقدي، ترجمة، بالإشتراك، مطابع الرباط نت.
- 2017: مفهوم الإيمان، ترجمة (بالاشتراك)، دفاتر فلسفية، دار توبقال للنشر، الدار البيضاء.
- 2017: الخلاف والاختلاف في الفكر العربي الإسلامي (بالاشتراك)، دار توبقال للنشر، الدار البيضاء.
- 2016: العنف والحرية في الإسلام، أركيولوجيا العنف في النصوص المؤسسة للإسلام، (بالاشتراك)، منشورات نوافذ، مطبعة الرباط نِت.
- 2016: الخلاف والاختلاف في الفكر العربي الإسلامي،، إعداد نصوص فكرية، بالإشتراك، دفاتر فلسفية، دار توبقال، الدار البيضاء.
- 2016: الإيمان، ترجمة نصوص فلسفية، بالإشتراك، دفاتر فلسفية، دار توبقال، الدار البيضاء.
- 2016: الاختلاف، ترجمة نصوص فلسفية، بالاشتراك، دفاتر فلسفية، دار توبقال، الدار البيضاء.
- 2016: اللاوعي، ترجمة نصوص فلسفية، بالاشتراك، دفاتر فلسفية، دار توبقال، الدار البيضاء.
- 2015: مراجعة كتاب عبد الله حمودي، الحداثة والهوية (سياسة الخطاب والحكم المعرفي حول الدين واللغة)، المركز الثقافي العربي، الطبعة الأولى.
- 2015: وضعية المرأة في العالم، ترجمة كتاب إليزابيت كريميو، بالاشتراك، دار توبقال، البيضاء.
- 2015: معايير العلمية، ترجمة نصوص فلسفية، بالاشتراك، دار توبقال، الدار البيضاء.
- 2015: في المنهج، ترجمة نصوص فلسفية، بالاشتراك، دار توبقال، الدار البيضاء.
- 2014: الحق والعدالة، ترجمة نصوص فلسفية، بالاشتراك، دار توبقال، الدار البيضاء.
- 2014: التاريخ، ترجمة نصوص فلسفية، بالاشتراك، دار توبقال، الدار البيضاء.
- 2013: من ظلام الصمت إلى نور الكتابة (نصوص عن تجربة قصور وفقدان البصر)، إشراف وإعداد ومراجعة (بالاشتراك مع آخرين)، الرباط نيت، الرباط.
- 2013: السعادة، ترجمة نصوص فلسفية، بالاشتراك، دار توبقال، الدار البيضاء.
- 2011: الواجب، ترجمة نصوص فلسفية، بالاشتراك، دار توبقال، الدار البيضاء.
- 2011: الدولة، ترجمة نصوص فلسفية، بالاشتراك، دار توبقال، الدار البيضاء.

- 2011: ترجمة مؤلف فيليب ديريبارن، التفكير في تنوع العالم، دار توبقال، الدار البيضاء.
- 2010: الشخص، ترجمة نصوص فلسفية، بالاشتراك، دار توبقال، الدار البيضاء.
- 2010: الغير، ترجمة نصوص فلسفية، بالاشتراك، دار توبقال، الدار البيضاء.
- 2009: العنف، ترجمة نصوص فلسفية، بالاشتراك، دار توبقال، الدار البيضاء.
- 2009: الحرية، ترجمة نصوص فلسفية، بالاشتراك، دار توبقال، الدار البيضاء.
- 2008: ترجمة مؤلف إدغار موران «ثقافة أوروبا وبربريتها»، دار توبقال، الدار البيضاء.
- 2008: اشتهاء للقرب والبعد والتيه، ديوان شعر، منشورات كلمات بابل، الرباط.
- 2005: دليل التربية على الشفافية ومحاربة الرشوة" بالاشتراك مع آخرين، وزارة التربية الوطنية ترانسبارانسي المغرب.
- 2004: الإسلام والمرأة، نصوص بالفرنسية، منشورات اختلاف، الرباط.
- 2004: ترجمة مؤلف «الدين في عالمنا» بالاشتراك، مؤلف تحت إشراف جاك دريدا، دار توبقال، الدار البيضاء.
- 2002: الرفيق أبو خمرة والشيخ أبو نهدة، رواية، منشورات اختلاف، الرباط.
- 2001: ترجمة رواية الطاهر بنجلون، «مأوى الفقراء»، دار توبقال، الدار البيضاء.
- 2001: اليساريون الثوريون بالمغرب، منشورات اختلاف، الرباط.
- 2000: ترجمة مؤلف عبد السلام الشدادي «ابن خلدون من منظور آخر»، بالاشتراك، دار توبقال، الدار البيضاء.
- 1999: ما هو المجتمع المدني، ترجمة نصوص، بالاشتراك، مطبعة أمبريال الرباط.
- 1999: حقوق الإنسان من سقراط إلى ماركس، الطبعة 2، ترجمة لنصوص فلسفية ووثائق حقوقية، أمريال، الرباط.
- 1996: الفلسفة، ترجمة لنصوص فلسفية، مطبعة المغربية إتقان، سلا، المغرب.
- 1995: حقوق الإنسان من سقراط إلى ماركس، الطبعة الأولى، منشورات بابل، الرباط.
- 1986: أناشيد للحرية والوطن، ديوان شعر، المطبعة المركزية، وجدة.

- 1989: نشر مجموعة من المقالات في عدة جرائد (أبو أحمد الأنوار، العرب (لندن)، المنظمة، التضامن، اليسار الديمقراطي، المستقبل الديمقراطي..) وفي عدة مجلات (اختلاف، الحرية، كراس للفكر المغاير، نوافذ، الغد، فلسفة، فكر ونقد...).